# Fresco de la Apoteosis de Hércules en palacio Liechtenstein
El fresco de la Apoteosis de Hércules es un fresco barroco pintado por Andrea Pozzo en 1705 que se conserva en la cúpula de la sala de mármol en el palacio Liechtenstein, en Viena. Esta obra fue creada en uno de los salones vieneses más deslumbrantes, y Pozzo pudo poner a prueba su maestría como pintor ilusionista creando un fresco de arte barroco a la perfección. Fue a partir de ahí que Pozzo se ocupó de la decoración para el príncipe Johann Adam en Rossau decorando la sala central con la Apoteosis de Hércules.

## Técnica
El arte barroco tenía como propósito impresionar, cautivar e ilustrar a las personas por medio de los efectos escenográficos en cada diseño de interior. “Durante el Barroco, las pinturas ilusionistas eran llevadas a su perfección, además de tener una función decorativa podían tener como objetivo disimular defectos en la arquitectura”. Perspectiva Pictorum, la técnica que uso Pozzo para el fresco, fue creado como material educativo para poder realizar montajes efímeros, diseñar cuadraturas y aprender acerca de la representación arquitectónica en perspectiva. En ese sentido, ocupó su lugar como recurso de divulgación técnica para el aprendizaje de la geometría aplicada a la arquitectura.

## Descripción
Esta pintura ilusionista se fusiona con la arquitectura de la sala transformando el techo en forma de bóveda luminosa. Con una gran técnica, Pozzo logra disimular los límites entre el espacio real de la sala y el fresco haciendo prácticamente imposible distinguirlos. Las columnas de mármol jaspeadas con color rojo y dorado en el extremo superior de cada columna, sostienen una moldura elevada como prolongación de la arquitectura. Sobre la moldura pintó un palacio en donde las columnas parecen surgir de la sala real.
En los extremos surgen estelas de nubes donde se pueden observar dioses y semidioses; en el centro está representado Zeus sosteniendo rayos entre las manos. Las hazañas de Hércules simbolizan las del príncipe, quien al servicio del emperador cumple con su deber. “Por encima y por debajo de la columna figurada, y entrando aparentemente en la estancia, se desenvuelven las figuras que representan el mito de hercúleo en diferentes escenas”. Las acciones del príncipe se ven recompensadas con el ascenso del emperador; Zeus flotando entre las nubes, se dirige hacia el grupo formado por Rea, Cronos y su hijo Poseidón, así como Hermes, en el centro Hércules esperando su apoteosis.
Todas estas eran comparaciones representadas en el espacio ilusionista en referencia al emperador y al príncipe que en esa época se convirtieron en temas comunes para las pinturas y murales en Viena. Este tipo de arte representativa desempeñaba una doble función, servían para impresionar e incluso ofuscar a los súbditos y al mismo tiempo para trasmitir contenido ideológico; la pintura perspectivita de los cielos creaba la ilusión de un mundo perfectamente ordenado.

## El tema
Con ayuda de la losa de mármol, es Pozzo quien determina el lugar que debe ocupar el espectador, ya que solo desde un punto de vista se puede apreciar la escena. El tema de la perspectiva tenía doble significado cristiano, quería dar a entender que al perder el punto central todo lo demás se desmoronaba. El arte barroco se dirige en primer lugar a los sentidos del observador, su dramatismo teatral, su ilusionismo, la dinámica de sus formas; pretende impresionar, convencer, estremecer y enseñar a la audiencia, por lo que interpretaba alegorías, metáforas y escenas regionalistas que pretendían transmitir contenido ideológico. Durante el barroco hay un cambio, de lo racional e intelectivo pasa a un plano fenoménicConclusión al.

## Conclusión
En conclusión, durante el barroco hay un cambio, de lo racional e intelectivo pasa a un plano fenoménico y emocional. Al Barroco se le considera el último de los grandes estilos universales del arte europeo. Esto parece muy natural cuando se recuerda el fuerte deseo de la época de concebir el mundo como un sistema integrado. Pero también hemos visto que el siglo XVII ofreció multitud de sistemas distintos, religiosos, filosóficos, y políticos. Todo el arte barroco se vale de persuasión, participación y transporte psicológico centrándose en integración, centralización y extensión espacial como en el fresco de la apoteosis de Hércules. Todo el arte de este movimiento esta lleno de eco de los espacios infinitos y de las interrelaciones de todo ser. En el presente, el barroco ocupa un lugar importante, como sistema de formas que extiende de modo relevante el espacio existencial del hombre, ofreciéndole un mundo abierto relacionado con centros significativos.